# Debug croisé
 (décembre 2022).
Si vous disposez d'ouvrages ou d'articles de référence ou si vous connaissez des sites web de qualité traitant du thème abordé ici, merci de compléter l'article en donnant les références utiles à sa vérifiabilité et en les liant à la section « Notes et références ».
Le debug croisé, ou debogage croisé, consiste à déboguer un logiciel à distance et souvent pour une architecture cible (matériel ou logiciel) différente de celle du poste de développement hôte.
Ces techniques nécessitent des outils (débogueur...) prévus pour cette tâche, ainsi qu'une liaison numérique entre l'hôte et la cible.

## Exemples
Le débogueur libre gdb dispose par exemple de l'outil gdbserver à lancer sur la cible pour établir une session de déboguage à travers un réseau IP ou par liaison série.
Le débogueur du noyau Linux kgdb fonctionne lui aussi à travers une session GDB distante, par liaison série.